# Pont sur le Lison
Pont de Cussey-sur-Lison
Le pont sur le Lison est un pont situé sur la commune de Cussey-sur-Lison dans le département du Doubs en France.

## Localisation
Le pont est situé juste en aval du Moulin du Bas sur l'ancien chemin qui reliait Cussey-sur-Lison à Lizine. Il permet, en venant de Cussey-sur-Lison, de passer de la rive gauche à la rive droite du Lison.

## Historique
Le pont est construit en 1793.
Le pont fait l’objet d’une inscription au titre des monuments historiques depuis le 17 juillet 2003.

## Description
Les dimensions du pont sont de trois mètres trente de large et dix-neuf mètres de long. Il est constitué de deux arches en plein cintre formant un dos d'âne. La pile centrale est équipée d'un avant-bec en forme de proue coté amont.

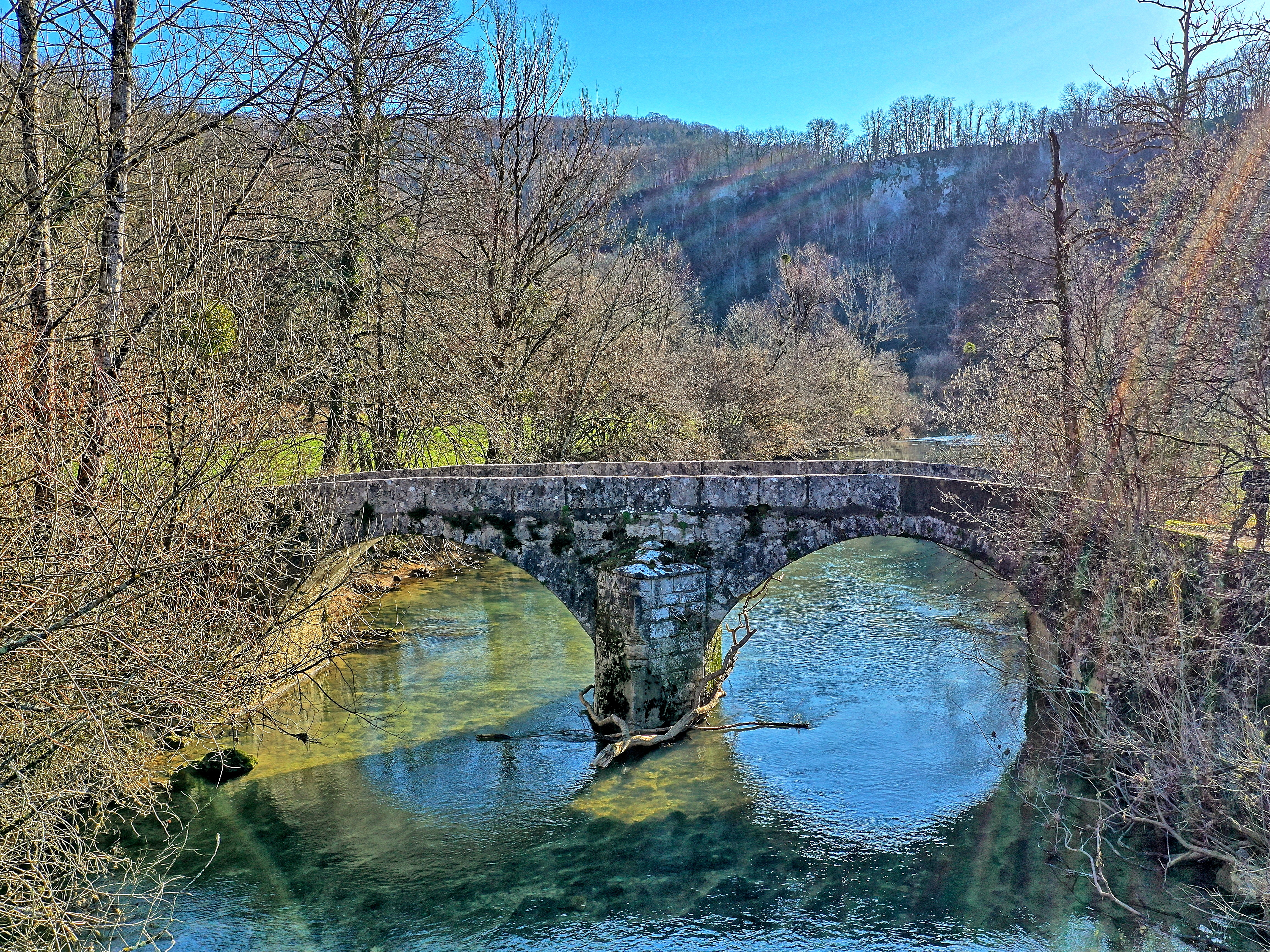
Le vieux pont sur le Lison (vue amont).